# William Youngblood
William Youngblood war ein US-amerikanischer Politiker. Zwischen 1818 und 1820 war er Vizegouverneur des Bundesstaates South Carolina.
Über William Youngblood gibt es so gut wie keine verwertbaren Quellen. Sicher ist nur, dass er zumindest zeitweise in South Carolina lebte und Mitglied der Demokratisch-Republikanischen Partei war. Außerdem bekleidete er den Rang eines Generalmajors. Ob er dieses Amt in der Staatsmiliz oder bei der United States Army innehatte, wird in den Quellen nicht erwähnt.
Im Jahr 1818 wurde Youngblood von der South Carolina General Assembly an der Seite von John Geddes zum Vizegouverneur seines Staates gewählt. Dieses Amt bekleidete er zwischen dem 8. Dezember 1818 und dem 7. Dezember 1820. Dabei war er Stellvertreter des Gouverneurs. Nach seiner Zeit als Vizegouverneur verliert sich seine Spur wieder.